# You'll Be in My Heart
"You'll Be in My Heart" er en sang der blev produceret til tegnefilmen Tarzan af Phil Collins til Disney.

## Hitlister
| Hitliste(1999)                                    | Højeste placering |
| ------------------------------------------------- | ----------------- |
| Australien (ARIA)                                 | 43                |
| Østrig (Ö3 Austria Top 40)                        | 30                |
| Belgien (Ultratop 50 Flanderen)                   | 34                |
| Canada Top Singles (RPM)                          | 16                |
| Canada Adult Contemporary (RPM)                   | 1                 |
| Tyskland (Official German Charts)                 | 20                |
| Iceland (Íslenski Listinn Topp 40)                | 35                |
| Holland (Dutch Top 40)                            | 37                |
| Holland (Single Top 100)                          | 35                |
| New Zealand (RIANZ)                               | 13                |
| Poland (LP3)                                      | 21                |
| Skotland (Official Charts Company)                | 15                |
| Schweiz (Schweizer Hitparade)                     | 24                |
| Storbritannien Singles (Official Charts Company)  | 17                |
| Storbritannien UK Indie (Official Charts Company) | 7                 |
| USA Billboard Hot 100                             | 21                |
| USA Adult Contemporary (Billboard)                | 1                 |
| USA Adult Top 40 (Billboard)                      | 21                |

| Hitliste(1999)                  | Placering |
| ------------------------------- | --------- |
| Canada Adult Contemporary (RPM) | 3         |